# Comuna Kalinine, Pervomaiske
Kalinine (în ucraineană Калініне) este o comună în raionul Pervomaiske, Republica Autonomă Crimeea, Ucraina, formată din satele Kalinine (reședința) și Levitanivka.

## Demografie
Componența lingvistică a comunei Kalinine
     Rusă (53,71%)
     Ucraineană (28,85%)
     Tătară crimeeană (16,01%)
     Alte limbi (0,49%)
Conform recensământului din 2001, majoritatea populației comunei Kalinine era vorbitoare de rusă (53,71%), existând în minoritate și vorbitori de ucraineană (28,85%) și tătară crimeeană (16,01%).